# Cryptanura quadrimaculata
Cryptanura quadrimaculata là một loài tò vò trong họ Ichneumonidae.